# Profesionalna Chokejna Liha (2012/2013)
Sezon ukraińskiej Profesjonalnej Hokejowej Ligi był rozgrywany na przełomie 2012 i 2013. Był to drugi sezon rozgrywek PHL i zarazem 21. sezon rozgrywek o mistrzostwo Ukrainy w hokeju na lodzie. 
Tytułu mistrzowskiego bronił Donbas-2 Donieck.

## Sezon zasadniczy
Sezon zasadniczy rozpoczął się 11 września 2012 roku, a zakończył 20 lutego 2013 roku. Uczestniczyło w nim 7 drużyn, które rozegrały po 36 spotkań w rundzie wstępnej. 

### Tabela
| Lp. | Zespół             | M  | Pkt | W  | WDK | PDK | P  | G + | G - | +/-  |
| --- | ------------------ | -- | --- | -- | --- | --- | -- | --- | --- | ---- |
| 1   | Berkut Kijów       | 36 | 86  | 25 | 5   | 1   | 5  | 148 | 55  | +93  |
| 2   | Kompańjon Kijów    | 36 | 63  | 16 | 6   | 3   | 11 | 111 | 86  | +25  |
| 3   | Dynamo Charków     | 36 | 60  | 16 | 4   | 4   | 12 | 98  | 88  | +10  |
| 4   | Donbas-2 Donieck   | 36 | 57  | 15 | 4   | 4   | 13 | 110 | 108 | +2   |
| 5   | Sokił Kijów        | 36 | 54  | 14 | 3   | 6   | 13 | 85  | 86  | -1   |
| 6   | Łewy Lwów          | 36 | 41  | 10 | 4   | 3   | 19 | 97  | 125 | -28  |
| 7   | Biłyj Bars Browary | 36 | 17  | 4  | 0   | 5   | 27 | 57  | 158 | -101 |

Legenda:       = Awans do fazy play-off
L = lokata, M = liczba rozegranych spotkań, Pkt = Liczba zdobytych punktów, W = Wygrane, WDK = Wygrane po dogrywce lub po karnych, PDK = Porażki po dogrywce lub po karnych, P = Porażki (ogółem), G+ = Gole strzelone, G- = Gole stracone, +/- Różnica bramek

### Runda eliminacyjna
Drugi, etapem rozgrywek była runda kwalifikacyjna, do której kwalifikuje się sześć pierwszych zespołów. W jej formule tpwrzy się dwie podgrupy: A skupiająca zespoły z miejsc 1, 3, 5 oraz B zespoły z miejsc 2, 4, 6.
Przedstawiciele klubu z pierwszego miejsca po rundzie zasadniczej, Berkut Kijów, oficjalnie z opóźnieniem dokonali wpłaty opłaty licencyjnej, wskutek czego władze rozgrywek nie dopuściły Berkutu do dalszej fazy sezonu. W miejsce Berkutu do eliminacji został dołączony siódmy zespół rundy zasadniczej, Biłyj Bars Browary. W kwietniu 2013 roku Sąd Gospodarczy w Kijowie odrzucił roszczenia klubu zmierzające do uchylenia decyzji władz ligi.
W rundzie eliminacyjnej rozegrano po dwa mecze między drużynami w grupach. Zespoły z trzecich miejsc nie zakwalifikowały się do dalszej fazy i zakończyły sezon, zaś drużyny z miejsc 1-2 awansowały do półfinałów play-off.
Grupa A
| Lp. | Zespół          | M | Pkt | W | WpD | PpD | P | G + | G - | +/- |
| --- | --------------- | - | --- | - | --- | --- | - | --- | --- | --- |
| 1   | Kompańjon Kijów | 4 | 8   | 2 | 1   | 0   | 1 | 11  | 9   | +2  |
| 2   | Sokił Kijów     | 4 | 7   | 2 | 0   | 1   | 1 | 10  | 7   | +3  |
| 3   | Łewy Lwów       | 4 | 3   | 1 | 0   | 0   | 3 | 6   | 11  | -5  |

Grupa B
| Lp. | Zespół             | M | Pkt | W | WpD | PpD | P | G + | G - | +/-  |
| --- | ------------------ | - | --- | - | --- | --- | - | --- | --- | ---- |
| 1   | Donbas-2 Donieck   | 4 | 12  | 4 | 0   | 0   | 0 | 14  | 5   | +9   |
| 2   | Dynamo Charków     | 4 | 6   | 2 | 0   | 0   | 2 | 11  | 11  | 0    |
| 3   | Biłyj Bars Browary | 4 | 0   | 0 | 0   | 0   | 4 | 6   | 15  | -101 |

## Faza play-off
Faza play-off obejmuje mecze półfinałowe do trzech zwycięstw (9-16 marca 2013) i rywalizację o medale: finał do czterech zwycięstw (20-25 marca) i jeden mecz o trzecie miejsce, którego gospodarzem był zespół Dynamo Charków (24.03.).
|  | Runda półfinałowa           | Runda półfinałowa           | Runda półfinałowa           | Runda półfinałowa           | Runda półfinałowa           | Runda półfinałowa           | Runda półfinałowa           | Runda półfinałowa           |  |  |  | Runda finałowa            | Runda finałowa            | Runda finałowa            | Runda finałowa            | Runda finałowa            | Runda finałowa            | Runda finałowa            |
|  |                             |                             |                             |                             |                             |                             |                             |                             |  |  |  |                           |                           |                           |                           |                           |                           |                           |
|  | Nr                          | Nazwa zespołu               | Stan                        | M1                          | M2                          | M3                          | M4                          | M5                          |  |  |  | Nr                        | Nazwa zespołu             | Stan                      | M1                        | M2                        | M3                        | M4                        |
|  |                             |                             |                             |                             |                             |                             |                             |                             |  |  |  |                           |                           |                           |                           |                           |                           |                           |
|  | Mecze 1. pary o miejsca 1-4 |                             |                             |                             |                             |                             |                             |                             |  |  |  |                           |                           |                           |                           |                           |                           |                           |
|  | 1                           | Donbas-2 Donieck            | 3                           | 4                           | 6                           | 3                           |                             |                             |  |  |  |                           |                           |                           |                           |                           |                           |                           |
|  | 4                           | Dynamo Charków              | 0                           | 3                           | 1                           | 0                           |                             |                             |  |  |  | Rywalizacja o mistrzostwo | Rywalizacja o mistrzostwo | Rywalizacja o mistrzostwo | Rywalizacja o mistrzostwo | Rywalizacja o mistrzostwo | Rywalizacja o mistrzostwo | Rywalizacja o mistrzostwo |
|  |                             |                             |                             |                             |                             |                             |                             |                             |  |  |  | 1                         | Donbas-2 Donieck          | 4                         | 4                         | 3                         | 5                         | 3                         |
|  | Mecze 2. pary o miejsca 1-4 | Mecze 2. pary o miejsca 1-4 | Mecze 2. pary o miejsca 1-4 | Mecze 2. pary o miejsca 1-4 | Mecze 2. pary o miejsca 1-4 | Mecze 2. pary o miejsca 1-4 | Mecze 2. pary o miejsca 1-4 | Mecze 2. pary o miejsca 1-4 |  |  |  | 2                         | Kompańjon Kijów           | 0                         | 2                         | 0                         | 0                         | 2                         |
|  | 2                           | Kompańjon Kijów             | 3                           | 2                           | 3                           | 4                           | 2                           | 2                           |  |  |  |                           |                           |                           |                           |                           |                           |                           |
|  | 3                           | Sokił Kijów                 | 2                           | 0                           | 4                           | 2                           | 3                           | 1                           |  |  |  | Rywalizacja o 3. miejsce  | Rywalizacja o 3. miejsce  | Rywalizacja o 3. miejsce  | Rywalizacja o 3. miejsce  | Rywalizacja o 3. miejsce  | Rywalizacja o 3. miejsce  | Rywalizacja o 3. miejsce  |
|  |                             |                             |                             |                             |                             |                             |                             |                             |  |  |  | 3                         | Sokił Kijów               | 3                         |                           |                           |                           |                           |
|  |                             |                             |                             |                             |                             |                             |                             |                             |  |  |  | 4                         | Dynamo Charków            | 2                         |                           |                           |                           |                           |